# تلخاب تيلا (تشيلو)
تلخاب تيلا (بالفارسية: تلخاب تیلا) هي منطقة سكنية تقع في إيران في قسم تشيلو الريفي.